# Lina Aimaro
Lina Aimaro (Aymaro) Bertasi (Torino, 6 febbraio 1914 – Desenzano del Garda, 14 gennaio 2000) è stata un soprano italiano.

## Biografia
Fu un soprano leggero. Studiò presso l'Accademia di Musica di Milano con il maestro Mario Pieraccini e si diplomò al Conservatorio Verdi di Milano, dove la sua famiglia si era trasferita.
Debuttò nel 1935 al Puccini di Milano nel Barbiere di Siviglia, e alla Scala nel 1939 ne La sonnambula. Nel 1941, sempre alla Scala, era Angelica ne Il malato immaginario. Poi cantò con Giacomo Lauri Volpi e Gino Bechi nel Rigoletto fino alla prima mondiale milanese, nel 1953, de I trionfi di Carlo Orff, diretta da Herbert von Karajan.
Nella sua carriera artistica Lina Aimaro calcò, dal 1935 al 1951 (anno della sua ultima performance), i più importanti palcoscenici del mondo compreso il Metropolitan di New York. Cantò a Roma nel Teatro dell'Opera nel 1941 e nel 1946 nel Rigoletto di Giuseppe Verdi, nel 1948 ne La bohème di Giacomo Puccini, nel 1951 ne La traviata di Giuseppe Verdi alle Terme di Caracalla.
Nel 1942 incise anche un disco sulle note de La traviata di Giuseppe Verdi.
Sposò l'avvocato Aldo Bertasi (1893-1960), originario di Castel Goffredo, e qui soggiornò per un periodo di tempo in una casa nel centro storico prospiciente i giardini pubblici.
Alla fine della carriera artistica e dopo la morte del marito, si stabilì sul lago di Garda e in Lugana di Sirmione costruì il Teatro Kursaal, dove, oltre all'insegnamento, promosse concerti lirici e Concorsi Internazionali di canto lirico. Nel suo testamento volle che si creasse una fondazione che tra i suoi fini si occupasse dello sviluppo del "bel canto" e che promuovesse corsi di perfezionamento per giovani artisti. La fondazione è stata creata nello stesso teatro Kursaal, ristrutturato nel frattempo. Nel 2001 è nata una "Scuola di Musica Lina Aimaro" per volere della fondazione.
È sepolta nel cimitero di Castel Goffredo, dove il comune le ha intitolato una via.
Nel 2010 Castel Goffredo le ha dedicato un annullo filatelico speciale durante un convegno specializzato.